# Clarence (Iowa)
Clarence – miasto w Stanach Zjednoczonych, w stanie Iowa, w hrabstwie Cedar.

## Demografia
W 2000 liczyło 1008 mieszkańców. W 2023 liczba mieszkańców spadła nieznacznie do 1004 osób, a gęstość zaludnienia poniżej 628 osób/km².